# St. Regis Falls (New York)
Pour les articles homonymes, voir Saint-Régis.
St. Regis Falls est une census-designated place du comté de Franklin, dans l'État de New York, aux États-Unis,. En 2020, elle compte une population de 432 habitants.